# Rozvány György
Rozvány György (Nagyszalonta, 1819. április 21. – Nagyszalonta, 1902. május 31.) helytörténeti és irodalomtörténeti író, városi főbíró.

## Életútja
Atyja Rozvány József, kereskedő, édesanyja Krisztian Perszida, mindketten Macedóniából a XVII. század végén beszármazott Rozomilett nevű görög kereskedő család ivadékai. A rendes tantárgyakon kívül, atyja nyelvekre, zene- és rajzra is taníttatta; a görög nyelv tanulása végett Békésre küldték. Innét másfél év múlva Aradon kezdte meg a gimnáziumi osztályok tanulását, folytatta Nagyváradon és bevégezte Temesvárt. A felsőbb iskolákat Késmárkon, a jogot 1838-ban Debrecenben végezte el. Arany Jánossal korán megismerkedett és jó barátja lett, ugyanis atyja, midőn Arany a színészetről hazajött és nem tudott megküzdeni a nagy szükséggel, magához fogadta és Erzsébet leánya tanítását bízta reá. Az 1839. évi országgyűlésre Beöthy Ödön magával vitte Rozványt Pozsonyba, ahol egyike volt az országgyűlési tudósítások szerkesztőinek. Beöthy őt küldte Kufsteinba is, hogy hozza haza Lovassy Lászlót. 1840. december 19-én tette le Pesten az ügyvédi vizsgát. Fiatal kora miatt ügyvédi irodát nem nyitott, hanem Nákó János marienfeldi bánáti uradalmában aktuáriusságot vállalt, ahol német nyelven hat évig vezette az irodát. 1844-ben Nagy Ignácnak ez időben közkedvességű vígjátékát a Tisztújítást, Bánát-Komlóson, Nákó Jánosnak akkor épült udvari színházában, műkedvelőkkel legnagyobb részt román és német közönség előtt előadatta magyarul (ez volt az első magyar színielőadás a Bánátban). Minthogy hivatalos helyisége hátrányos volt egészségére, lemondott állásáról és visszaköltözött szülővárosába, ahol ügyvédi irodát nyitott.
Az 1848. évi önvédelmi harc őt is fegyverbe szólította és mint Bihar megyei gyalog nemzetőr részt vett a perlaszi, 1849-ben pedig mint lovasnemzetőri hadnagy a piski csatában. Többször alkalmazták futárként, így február 7-én Bem általa küldte Déváról jelentését Hrabovszkyhoz Aradra. Szeben bevétele után Bem dicsérő elismeréssel bocsátotta haza a bihari lovas nemzetőri osztályt, köztük Rozvány szakaszát is; ezek május 1-jén érkeztek Nagyváradra. Ezen osztály tisztjei rangjuk megtartásával beosztattak a rendes honvédek közé. Rozvány főhadnagyi minőségben a honvéd vadászezredhez Ormai Norbert ezredes hadsegédéül neveztetett ki. A hivatalos Közlöny nevét Rozvagyinak írta s ennek köszönhette, hogy ügyvédi gyakorlatát az abszolút kormány alatt sem veszítette el és 1859-ben császári és királyi közjegyzőnek Nagyszalontára neveztetett ki.
1860-ban az abszolút kormány által létesített közjegyzőség megszűnvén, Rozvány az ügyvédi gyakorlattal is fölhagyott és Nagyszalonta monográfiájához gyűjtötte az anyagot. 1867-ben a nagyszalontai lakosság egyhangúlag főbírájának választotta, így a következő évben is; de már 1869-ben ezen tisztségéről is lemondott; azonban ezután is részt vett a város közügyeiben. Nagy érdeme volt a nagyszalontai Aranymúzeum létrehozásában és buzgó igazgatója volt a gazdák malmának. Végrendeletében keleti görög vallású létére száz koronát hagyott a református egyháznak.
A Vasárnapi Ujságba saját rajzaival kísérve küldött be cikkeket névtelenül (Tolnai János, a párisi világkiállításra szalontai sertésekkel felküzdött kanász, jelmezöltözetében, melyet a külföldi lapok is átvettek, 1863. 36. sz. Talált régi pénzek, Szathmáry István volt honvéd főhadnagy, a nagyszalontai csizmadia mester); a Honban (1873. 278. sz.); a Századokban (1895. Czigányaink történetéhez); a Hunyadmegyei Tört. és régészeti egylet Évkönyvében (XIII. A piskii csata előzményei); a nagyváradi Szabadságban (1887. 4. sz. A piski csatához készülődés előzményei); a Pesti Naplóban (1899. 275. Apróságok Arany János életéből); a Szalontai Lapoknak is munkatársa volt; itt közölte több cikksorozatban Arany Jánosról írt följegyzéseit.

## Munkái
- Nagy-Szalonta mezőváros történelme (monographiája) tekintettel a derecskei uradalomhoz tartozó egykori hajdúközségek viszonyaira. Gyula 1870. (I. kötet, a II. kéziratban maradt. Ism. Budapesti Közlöny 47., 48. sz., Századok 1870., 1889. M. Prot. Figyelmező 1870.).
- Alleluja! Korrajz a magyar haza életéből. Színmű 4 felv. B.-Gyula, 1876.
- A piskii csatához készülődés részleteiből. Élmény. Nagyvárad, 1877.

Találmányok és ipar történelme, 3 cikk, felolv. a szalontai olvasó-egyletben; a Magyar Tudományos Akadémia levéltárában: levelei Arany Jánoshoz, Szalonta, 1861. márc. 1. és dec. 2. és "Rákóczy kesergője" c. költemény hangjegyekkel.